# Craigslist
Craigslist est un site Web américain offrant des petites annonces (avec des rubriques telles qu'offres et recherches d’emplois, offres et recherches de logements, annonces personnelles, objets/services désirés/offerts/à échanger et événements communautaires) ainsi que des forums de discussion sur différents sujets.
Craigslist signifie « Craig's list » (« la liste de Craig » en français), Craig Newmark en étant le fondateur.
En février 2011, ses seules sources de revenus étaient les inscriptions pour des offres d’emplois dans dix-huit villes (75 $ par inscription à San Francisco ; 25 $ par inscription dans les autres villes), les inscriptions des courtiers immobiliers pour des appartements à New York (10 $ par inscription) et les services thérapeutiques (principalement massages).

## Philosophie d'entreprise
En décembre 2006, le CEO de Craigslist, Jim Buckmaster, présent à la UBS Global Media Conference à New York, a abasourdi les analystes de Wall Street en déclarant que Craigslist avait peu d’intérêt à maximiser ses profits et, au contraire, préférait se concentrer à aider les gens à trouver des voitures, des appartements, des emplois ou à faire des rencontres,.

## Statistiques
Cinquante millions de visiteurs uniques visionnent vingt milliards de pages sur le site chaque mois, plaçant le site au 7e rang des sites américains les plus visités.
Avec plus de 50 millions de nouvelles annonces chaque mois, Craigslist est le leader des services de petites annonces tous médias confondus (statistiques de février 2011). On trouve sur le site des annonces sur tous les sujets allant des rubriques conventionnelles d’offres d’achat et de vente et des annonces d’événements communautaires, jusqu’aux annonces personnelles et même aux offres de services érotiques.
Le site affiche plus de 1 million de nouvelles offres d’emplois chaque mois, ce qui le place parmi les plus grandes banques de données d’offres d'emplois au monde (statistique de février 2011).
Les utilisateurs des 100 forums du site y placent 120 millions de nouvelles inscriptions chaque mois (statistique de septembre 2008).
Quoique la compagnie ne divulgue pas d’informations sur ses finances, les analystes ont estimé que les revenus annuels de la compagnie seront d’environ 100 millions de dollars en 2009.

## Histoire
Ayant observé comment les gens s’entraident d’une façon amicale, sociale et pleine de confiance sur Internet, sur The WELL et sur Usenet, et se sentant un peu isolé en tant que nouvel arrivant à San Francisco, le fondateur de Craigslist, Craig Newmark, a décidé de créer un bulletin d’information pour les événements locaux et de le diffuser par courrier électronique.
Pour commencer la liste de diffusion de son bulletin, Craig Newmark a sollicité des cartes d’affaires (cartes de visite) de tous les gens qu’il rencontrait. Le premier bulletin a été publié au début de 1995. La technologie utilisée initialement pour gérer la liste de diffusion ne fonctionnait pas bien et Craig Newmark a suspendu sa publication en attendant de trouver une meilleure technologie. En juin 1995, il a commencé à utiliser le gestionnaire de liste de diffusion Majordomo et le bulletin Craigslist a repris ses activités.
La plupart des premières annonces étaient soumises par Craig Newmark lui-même. Il s’agissait principalement d’annonces pour des événements sociaux d’intérêt pour les développeurs de logiciel et de sites Web qui habitaient et travaillaient à San Francisco.
La notoriété du bulletin a crû rapidement, ce qui a entraîné une augmentation rapide du nombre de lecteurs et d’annonceurs. Il n’y avait pas de contrôle sur le contenu du bulletin et Craig Newmark a été surpris quand les gens ont commencé à utiliser le bulletin pour des annonces autres que des annonces d’événements. Des gens qui essayaient de recruter des informaticiens trouvaient que le bulletin était un bon moyen de contacter les gens qualifiés qu’ils recherchaient. Faisant contre mauvaise fortune bon cœur, Craig Newmark a ajouté une rubrique emplois à son bulletin. Les demandes des utilisateurs ont ensuite amené la création d’autres rubriques.
Rapidement, Craig Newmark a dû acquérir un serveur dédié SPARC pour héberger le bulletin. Puis les utilisateurs ont demandé une interface Internet pour accéder au bulletin. Pour répondre à cette demande, Craig Newmark a créé un site Web. Ayant besoin d’un nom de domaine, il a choisi craigslist.org. Plus tard, il a aussi réservé le nom craigslist.com pour que le nom craigslist ne soit pas utilisé par quelqu’un d’autre.
Au début de 1998, Craig Newmark pensait encore que sa carrière était dans le domaine du génie logiciel (programmeur Java) et que Craigslist n’était qu’un hobby branché qui lui permettait d’être invité aux meilleures fêtes des accros de l’informatique et des maniaques d’Internet. Par contre, comme la gestion du site accaparait beaucoup de son temps et comme il n’aimait pas les activités administratives, il a engagé un consultant et un gérant pour l’aider à administrer Craigslist.
À l’automne 1998, Craigslist a commencé à utiliser le nom List Foundation. En avril 1999, lorsque la compagnie a constaté que le nom List Foundation était déjà utilisé, elle a abandonné ce nom. À peu près à ce moment, Craig Newmark a réalisé que Craigslist évoluait si rapidement qu’il valait mieux qu’il arrête de travailler comme ingénieur en informatique et qu’il se consacre à temps plein à Craigslist. En avril 2000, neuf employés travaillaient pour Craigslist à partir de l’appartement de Craig Newmark à San Francisco.
Craig Newmark a mentionné que Craigslist fonctionnait bien parce que le site donnait aux gens une voix, un sens de communauté, de confiance et même d’intimité. Il a aussi cité d’autres facteurs de succès, notamment des valeurs terre à terre, le service à la clientèle et la simplicité[réf. nécessaire].
Craig Newmark a été approché pour afficher des bannières publicitaires sur Craigslist mais il a décidé de conserver un caractère non commercial au site. En dérision envers la commercialisation des sites Web, le 1er avril 2002, Craigslist a affiché de fausses bannières publicitaires en guise de poisson d'avril.
En février 2011, Craigslist employait trente salariés.

### Les principales étapes de la croissance de Craigslist
Les premières villes desservies par Craigslist furent :
- mars 1995 : San Francisco ;
- juin 2000 : Boston ;
- août 2000 : Chicago, Los Angeles, New York, Portland, San Diego, Seattle, Washington ;
- octobre 2000 : Sacramento ;
- avril 2001 : Atlanta, Austin, Denver, Vancouver au Canada (la première ville hors États-Unis) ;
- octobre 2002 : Miami, Minneapolis, Philadelphie, Phoenix ;
- avril 2003 : Dallas, Détroit, Houston, Toronto, Londres en Angleterre (la première ville hors de l’Amérique du Nord) ;
- novembre 2003 : Baltimore, Cleveland, Honolulu, Las Vegas, La Nouvelle-Orléans, Pittsburgh, Raleigh, Saint-Louis, Tampa Bay ;
- 2004 : 37 villes anglophones + les villes suivantes qui ne sont pas anglophones : Montréal, Amsterdam, Bangalore, Paris, São Paulo et Tokyo ; en janvier 2007, l'interface du site restait cependant anglophone dans tous les marchés ;
- novembre 2010 : Craigslist dessert 700 villes dans les 50 États des États-Unis et dans 70 pays.

## Événements significatifs

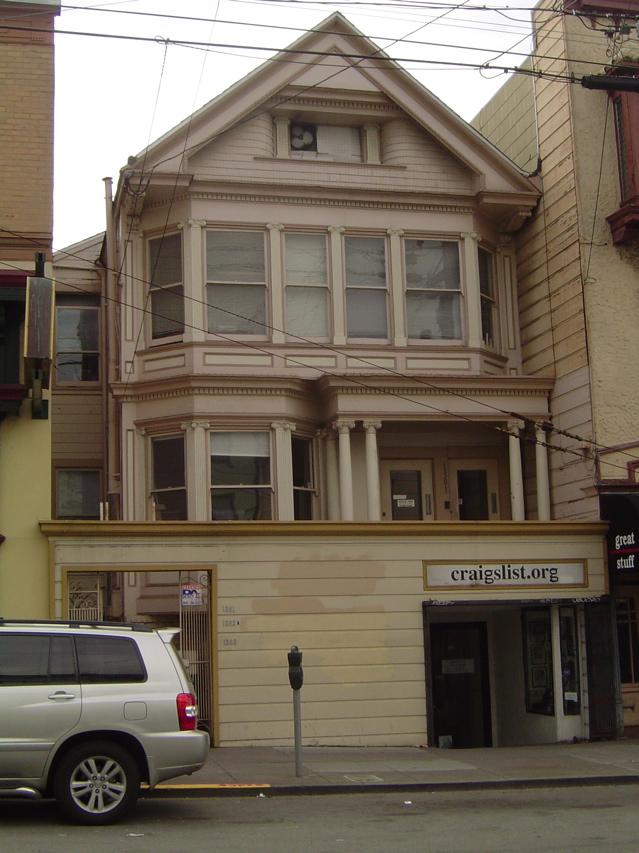
Siège social de Craigslist à San Francisco.

En janvier 2000, le directeur général (CEO) actuel, Jim Buckmaster, est arrivé dans la société comme programmeur en chef et directeur de la technologie. Jim Buckmaster a conçu l’architecture qui permet d’étendre le site à plusieurs villes, le moteur de recherche, les forums de discussion, le système de notification des annonces qui violent les politiques du site, le processus d’auto-affichage des annonces, la page d’accueil, les catégories personnelles et l’option best-of Craigslist. Il a été promu directeur général en novembre 2000.
En 2002, un avis a été affiché sur les rubriques homme cherche homme, rencontres occasionnelles, services érotiques et rants and raves pour informer les utilisateurs de la nature de ces rubriques et mentionner que ces rubriques sont réservées aux utilisateurs de plus de 18 ans. À l’origine, aucun avis n’était affiché sur les rubriques homme cherche femme, femme cherche homme ainsi que femme cherche femme. Répondant aux accusations de discrimination et de stéréotype négatif, Buckmaster a expliqué que l’action de la compagnie avait été définie en fonction de la rétroaction des utilisateurs demandant des avis dans les sections les plus sexuellement explicites, incluant la section homme cherche homme. Aujourd’hui, toutes les sections mentionnées précédemment ainsi que quelques autres portent un avis.
En 2003, Michael Ferris Gibson a réalisé le documentaire 24 Hours on Craigslist.
Le 1er août 2004, Craigslist a commencé à faire payer 25 $ pour les inscriptions d’offres d’emplois à New York et à Los Angeles. La même journée, une nouvelle section intitulée Gigs était ajoutée au site. On pouvait y annoncer gratuitement des emplois peu payants ou non rétribués ainsi que des stages en entreprise.
Le 13 août 2004, Craig Newmark a annoncé sur son blog que le géant des ventes aux enchères, eBay, venait d’acheter 25 % des parts dans la compagnie d’un autre actionnaire. Certains utilisateurs de Craigslist ont exprimé leur inquiétude que ce développement pourrait affecter la nature non commerciale du site, mais ce changement de propriétaire n’a encore eu aucun impact sur le site.
En juillet 2005, Craigslist a acquis le droit de projeter plus de 2 millions de petites annonces dans l’espace après que Jim Buckmaster ait remporté une enchère sur eBay pour du temps de transmission de la compagnie Deep Space Communications Network. À cette occasion, Craig Newmark a dit : « Nous croyons qu’il pourrait y avoir un marché infini dans l’espace. »
En 2006, Craigslist a commencé à percevoir des frais de 10 $ pour les inscriptions des courtiers pour des appartements à New York afin de décourager l’affichage excessif d’annonces et une publicité frauduleuse par laquelle certains vendeurs proposaient des appartements à des coûts très bas, puis disaient à leurs clients que les appartements n’étaient plus disponibles et tentaient de leur vendre un produit plus cher (une fraude appelée bait and switch).

## Controverses
En juillet 2006, le San Francisco Chronicle a rendu Craigslist responsable d'avoir toléré sur son site des annonces d’éleveurs de chiens, encourageant ainsi prétendument l’élevage intensif et le commerce irresponsable de pitbulls dans la région de San Francisco.
En 2005, Craigslist a reçu sa part de controverses pour ne pas avoir retiré de son site des annonces de revendeurs de billets de concerts (scalpers, en anglais) pour la revente de billets pour le concert Live 8.
En janvier 2006, le San Francisco Bay Guardian a publié un éditorial critiquant Craigslist parce qu’il menaçait l’existence des journaux locaux dans les villes où il s’établissait. L’éditorial comparait Craigslist à Wal-Mart, une société multinationale que certains accusent d’écraser les petits marchands locaux quand ils s’établissent dans une municipalité et offrent un choix énorme de produits à des prix très alléchants.
En février 2006, Craigslist a été poursuivi par le Chicago Lawyers’ Committee for Civil Rights Under Law pour avoir prétendument permis à des utilisateurs d’inscrire, à Chicago, des annonces de logement discriminatoires contrevenant au Fair Housing Act. La poursuite n'était pas fondée et a été rejetée.
Le 8 septembre 2006, plusieurs sites Web ont rapporté que les forums « Rencontres occasionnelles » de Craigslist ont été compromis dans plusieurs villes par des individus qui publiaient des annonces frauduleuses pour obtenir des informations personnelles sur des gens. Ces informations, incluant des adresses de messagerie électronique, des numéros de téléphone, des adresses domiciliaires, des photos, etc., ont été affichées publiquement sur le site Encyclopaedia Dramatica.
En avril 2008, Le Figaro publie un article faisant état de la présence de matériel de guerre américain volé à l'armée américaine.

### Prostitution
Le site est régulièrement pointé du doigt par les autorités américaines et canadiennes pour son laxisme et sa complaisance envers les petites annonces de services érotiques liés au proxénétisme. En 2009, un chef de la police locale de l'Illinois déclare que Craigslist est la plus grande source de prostitution des États-Unis, se fondant sur les résultats d'une enquête du FBI ayant recensé plus de 2 800 petites annonces relevant de la prostitution de mineurs présentes sur la plate-forme. Il accuse de plus les dirigeants de l'entreprise de fermer les yeux sur ces utilisations de leurs services à des fins illégales.
En 2010, après que la loi abolitionniste FOSTA-SESTA aux États-Unis a été adoptée avec l'intention affichée de combattre le proxénétisme, Craigslist décide de fermer sa section de services « pour adultes ». Les annonces de services érotiques migrent alors en grande partie sur d'autres sites (tel Backpage), mais Craigslist est toujours pointé du doigt concernant d'autres types d'annonces qui proposent ou recherchent explicitement ce genre de services dans d'autres parties de leur site (tels les petites annonces immobilières). De nombreux sites de petites annonces ont, à la suite de cette loi, procédé à une auto-censure similaire.
Selon les professionnels du milieu de la prostitution, cette loi a rendu leurs conditions de travail plus dangereuses, en les obligeant à retourner dans la rue pour travailler et en rendant plus difficile l'identification de clients violents. La police, quant à elle, déplore la disparition de ces sites qui les aidaient à identifier les proxénètes et à les traquer, et considère cette nouvelle législation comme inefficace. Cette inefficacité a eu pour résultat une baisse de cas portés devant les juridictions, ayant même, au Delaware, entraîné la disparition de cours spécialisées en la matière.

### Vente de drogues et d’articles volés
Craigslist coopère avec les forces policières pour identifier et arrêter les utilisateurs qui annoncent de la drogue ou des articles volés.[réf. souhaitée]

## Fonctionnement de la communauté
Les forums de Craigslist rassemblent des utilisateurs de partout à travers le monde. Ainsi, l’utilisateur qui veut savoir comment se rendre au centre-ville de Londres à partir de l’aéroport Heathrow n’a qu’à poser la question sur le forum de voyages et quelqu’un lui répondra.
Plusieurs des forums ne requièrent pas d’enregistrement. Les utilisateurs qui veulent participer aux forums restreints doivent s’enregistrer et choisir un pseudonyme (appelé handle, dans le jargon de Craigslist). Craigslist ne contrôle pas le contenu des forums restreints mais les utilisateurs peuvent signaler des annonces qui contreviennent aux politiques du site. Les utilisateurs signalés trop fréquemment sont bannis sous leur pseudonyme courant et doivent se réinscrire sous un autre pseudonyme s’ils veulent continuer à publier des informations dans le forum. Ce mécanisme n’est pas sans causer certaines confusions. Ainsi, certains utilisateurs signalent des entrées légitimes simplement parce qu’ils ne sont pas d’accord avec leurs auteurs.
Quoique Craigslist déclare ne pas faire la surveillance du site, certains ont mentionné que le site a banni des utilisateurs qui étaient critiques du site.[réf. nécessaire]

## Fondation à but non lucratif
En 2001, Craigslist a créé la Fondation Craigslist, une organisation à but non lucratif, qui aide de nouvelles organisations à but non lucratif à s’établir, à obtenir de la visibilité, à attirer l’attention de contributeurs potentiels et à développer les connaissances et les compétences nécessaires à leur succès à long terme.
La fondation accepte des dons. Plutôt que de commanditer d’autres organisations directement, elle organise des rencontres et des événements et offre des ressources informatiques pour aider les organisations débutantes à démarrer et à contribuer efficacement à la communauté.

## Prix
- 2001 : le Webby Award du meilleur site communautaire selon le vote du jury (le Webby Award est à l’Internet ce que les Oscars sont à l’industrie du cinéma)[25].
- 2001 : le Webby Award du meilleur site communautaire selon le vote populaire de 150 000 votants.
- 2003 : le meilleur site local selon le Manhattan Reader's Poll du New York Press [26].